# Arawa (Schiff, 1907)
Die Arawa (II) war ein 1907 in Dienst gestelltes Passagierschiff der britischen Reederei Shaw, Savill & Albion Steamship Company, das für den Passagier- und Frachtverkehr zwischen Großbritannien und Neuseeland gebaut wurde. 1928 wurde die Arawa an Arnold Bernstein nach Deutschland verkauft und in Königstein umbenannt. Ab 1940 fuhr sie unter dem Namen Gandia für die belgische Compagnie Maritime Belge, bis sie am 22. Januar 1942 im Nordatlantik von einem deutschen U-Boot versenkt wurde, wobei 65 Menschen ums Leben kamen.

## Frühe Jahre
Das 9626 BRT große, aus Stahl gebaute kombinierte Passagier- und Frachtschiff Arawa entstand auf der Werft Swan, Hunter & Wigham Richardson Ltd. in Wallsend (Tyne and Wear). Das 146,3 Meter lange und 18,29 Meter breite Schiff lief am 29. November 1906 vom Stapel und wurde im Februar 1907 fertiggestellt. Es hatte einen Schornstein, zwei Masten und zwei Propeller und wurde von Dreifachexpansions-Dampfmaschinen der Wallsend Slipway Company Ltd. angetrieben, die 899 nominale PS leisteten und eine Höchstgeschwindigkeit von 14 Knoten ermöglichten.
Die Arawa wurde hauptsächlich für den Transport von gefrorenem Fleisch auf der Neuseeland-Route der Shaw, Savill & Albion Steamship Company gebaut und konnte insgesamt 220 Passagiere in drei Preisklassen befördern. Registriert wurde das Schiff in Southampton. Am 22. August 1907 lief die Arawa zu ihrer Jungfernfahrt von London über Kapstadt nach Wellington aus. Auf dieser Route blieb sie in den folgenden Jahren. Während einer Überfahrt im Jahr 1909 verlor sie nach dem Auslaufen aus Kapstadt ihren Steuerbord-Propeller und setzte die Reise nach Wellington mit nur einer Schraube fort.
Während des Ersten Weltkriegs fiel die Arawa wie viele andere Handelsschiffe unter der Liner Requisition Scheme und diente vorübergehend als britischer Truppentransporter (unter der Kennung HMNZT No. 10), bis sie am 3. Mai 1921 ihren regulären Dienst von London via Panamakanal nach Wellington wieder aufnahm. 1926 wurde das Dreiklassensystem an Bord abgeschafft. Die Arawa bot fortan nur noch Unterkünfte in der Kabinenklasse an. Am 25. Mai 1928 begann in Southampton ihre letzte Fahrt für Shaw, Savill & Albion.

## Verkauf
Anschließend wurde sie an Arnold Bernsteins Arnold Bernstein Steamship Company mit Sitz in New York verkauft und in Königstein umbenannt. Die Reederei agierte ab 1930 unter der Bezeichnung Arnold Bernstein Schiffahrtsgesellschaft mbH. Da Bernstein 1935 die amerikanisch-belgische Reederei Red Star Line aufkaufte, ging das Schiff dadurch in deren Flotte über und kam unter die belgische Flagge.
1939 wurde das Schiff an das Unternehmen Établissements Van Heyghen Frères verkauft, die es zum Abbruch weiterverkaufen wollte. Im folgenden Jahr wurde der Dampfer aber von der Compagnie Maritime Belge (CMB) mit Sitz in Antwerpen gekauft, der auch die Passagierliner Léopoldville und Albertville gehörten. Die CMB taufte das Schiff Gandia.

## Versenkung
Am Montag, dem 12. Januar 1942 lief die Gandia in Liverpool zu einer Überfahrt über den Nordatlantik nach St. John’s in Kanada ab. Das Schiff befand sich unter dem Kommando von Kapitän Maurice Potié und hatte 69 Besatzungsmitglieder (darunter 62 Belgier) sowie zehn Kanoniere an Bord. Zur Fracht gehörten 500 Tonnen Pottasche. Die Gandia war Teil des Geleitzugs ON-54.
Über eine Woche nach dem Auslaufen, am 22. Januar 1942 um 22.21 Uhr abends, wurde die Gandia, die inzwischen allein fuhr, 420 Seemeilen östlich von Kap Race bei schwerer See von einem Torpedo des deutschen U-Boots U 135 (Kapitänleutnant Friedrich-Hermann Praetorius) getroffen. Das U-Boot hatte zwei Torpedos abgefeuert, von denen aber nur einer das Heck des Dampfers traf.
Die 79 Besatzungsmitglieder und Kanoniere verließen das sinkende Schiff in vier Rettungsbooten, von denen aber zwei in der schweren See kenterten und untergingen. Die meisten Bootsinsassen ertranken. Eines der verbleibenden Boote, Nr. 2, wurde am 5. Februar 1942 von dem amerikanischen Zerstörer Bernadou (Lieut. Commander Robert E. Braddy) aufgenommen. Von den ursprünglich 18 Insassen lebten noch zehn. Das zweite Boot, das das stürmische Wetter überstanden hatte (Nr. 4) mit noch vier lebenden Insassen von anfangs acht wurde von dem portugiesischen Motor-Trawler João Corte Real entdeckt und am 26. Februar 1942 in Porto an Land gebracht. Diese 14 Menschen waren die einzigen Überlebenden der Versenkung.